# Nobi nobi !
 (mai 2012).
nobi nobi ! est une maison d’édition française de livres jeunesse spécialisée sur le Japon lancée en mars 2010 avec la traduction d’albums illustrés japonais ou la création d’albums originaux inspirés par le Japon.
Le catalogue manga de nobi nobi ! rejoint celui de Pika Édition lors de son acquisition par Hachette Livre en 2016.

## Historique
nobi nobi ! est créé administrativement en juin 2009 par Olivier Pacciani, ancien directeur artistique d'une maison d’édition de manga, et Pierre-Alain Dufour, ancien ingénieur et responsable culturel du festival Japan Expo[réf. nécessaire].
En 2016, Hachette Livre fait l'acquisition du catalogue de nobi nobi !, qui fusionne avec celui de sa collection manga, Pika Édition,.

## Le nom
« nobi nobi » est une onomatopée japonaise que l'on peut traduire par « être à l'aise »[réf. nécessaire]. 

## Collections

Les Classiques en Manga édités par Nobi nobi ! au Salon du livre de Paris de 2015.

### 1,2,3 Soleil

#### Tatsuya Miyanishi
- Papa Renard en croque pour les cochons, Tatsuya Miyanishi
- Chic, des bonbons magiques !, Tatsuya Miyanishi
- Joyeux Noël monsieur Loup !, Tatsuya Miyanishi
- Le Petit Camion rouge, Tatsuya Miyanishi
- Petit Camion rouge et Petit Camion noir, Tatsuya Miyanishi
- Petit Camion rouge et Petit Camion vert, Tatsuya Miyanishi

#### Taro Gomi
- Mon Corps et ses petits caprices, Taro Gomi
- On fait tous caca, Taro Gomi

#### Yoko Imoto
- Les Moufles, Yôko Imoto
- Ronrons petits chatons, Yôko Imoto

#### Tadashi Akiyama
- Bonjour Tamago !, Tadashi Akiyama
- Dur dur d'être Tamago, Tadashi Akiyama
- Tamago… transformation !, Tadashi Akiyama

#### Chiaki Miyamoto
- Les Couleurs de Bilo, Alain Chiche et Chiaki Miyamoto
- Le Perroquet de l'empereur - Course à travers le Japon !, Davide Cali et Chiaki Miyamoto

#### Miho Takeda
- Mon voisin Masuda, Takeda Miho
- Le Mons'trouille, Takeda Miho

#### Auteurs divers
- Jiroro le renard roublard, Rien Ono et Mako Taruishi
- Isaac l'affreux méchant loup, Erie Sonoda
- Grande Maison et Petite Maison, Yoshi Ueno et Emiko Fujishima
- De qui a peur le grand méchant loup ?, Chika Shigemori
- Mamie "Faut pas gâcher", Mariko Shinju
- Il y a du monde !, Tomoko Ohmura
- Et hop la baleine !, Rintarô Uchida et Kôji Yamamura
- J'attends maman, Izumi Motoshita et Chiaki Okada

### Soleil flottant
- Princesse Pivoine, Ein Lee
- Le Secret de la grue blanche, Ein Lee et Christelle Huet-Gomez
- La Princesse au bol enchanté, Ein Lee et Samantha Bailly
- Le mot qui arrêta la guerre, Ein Lee et Audrey Alwett
- Kotori, le chant du moineau, Shigatsuya et  Samantha Bailly
- Kaguya, princesse au clair de lune, Shiitake et Alice Brière-Haquet
- L’Oiseau rouge, Nancy Zhang et Céline Lavignette-Ammoun
- Hôichi - La légende des samouraïs disparus, Hiroshi Funaki et Yoshimi Saitô, d'après Lafcadio Hearn
- Urashima Tarô au royaume des saisons perdues, Fuzichoco et La Luciole Masquée

### Hors collection
- La Maison en petits cubes, de Kunio Katô et Kenya Hirata
- Le Voyage de Pippo, Satoe Tone
- Où est mon étoile ?, Satoe Tone
- 1000 vents, 1000 violoncelles, Hideko Ise
- Le Peintre, Kaho Nashiki et Iku Dekune
- Daisy l'apprentie sorcière, Makoto Ueda

- Lika aux cheveux longs, par Yûji Kanno et Matayoshi
- Nobara et la malle du sorcier, par Yûji Kanno et Matayoshi

- Shiro et les flammes d'arc-en-ciel, Yukio Abe
- La Maison-ballon de la famille Hippo, Yukio Abe

#### Yôsei
- Yôsei, dans le secret des fées, Shiitake et Alice Brière-Haquet
- Yôsei, le cadeau des fées, Shiitake et Alice Brière-Haquet
- Yôsei, l'essence des fées, Shiitake et Alice Brière-Haquet

#### Bonolon
- Bonolon, le gardien de la forêt, Tetsuo Hara, Seibou Kitahara et Go Nagayama
- Bonolon - L'île de la tortue, Tetsuo Hara, Seibou Kitahara et Go Nagayama
- Bonolon - Ulyssia la fée bleue, Tetsuo Hara, Seibou Kitahara et Go Nagayama

#### Mes contes Kawaï
- Le Petit Chaperon rouge, Michiyo Hayano et Shinobu Uemura, d'après le conte de Charles Perrault
- Cendrillon, Michiyo Hayano et Shinobu Uemura, d'après le conte des Frères Grimm
- Alice au pays des merveilles, Michiyo Hayano et Shinobu Uemura, d'après le roman de Lewis Carroll
- Blanche-Neige, Michiyo Hayano et Shinobu Uemura, d'après le conte des Frères Grimm

### Jan-Ken-Pon
- Détective Popotin mène l'enquête..., Troll
- Détective Popotin et le diamant arc-en-ciel, Troll

### Manga

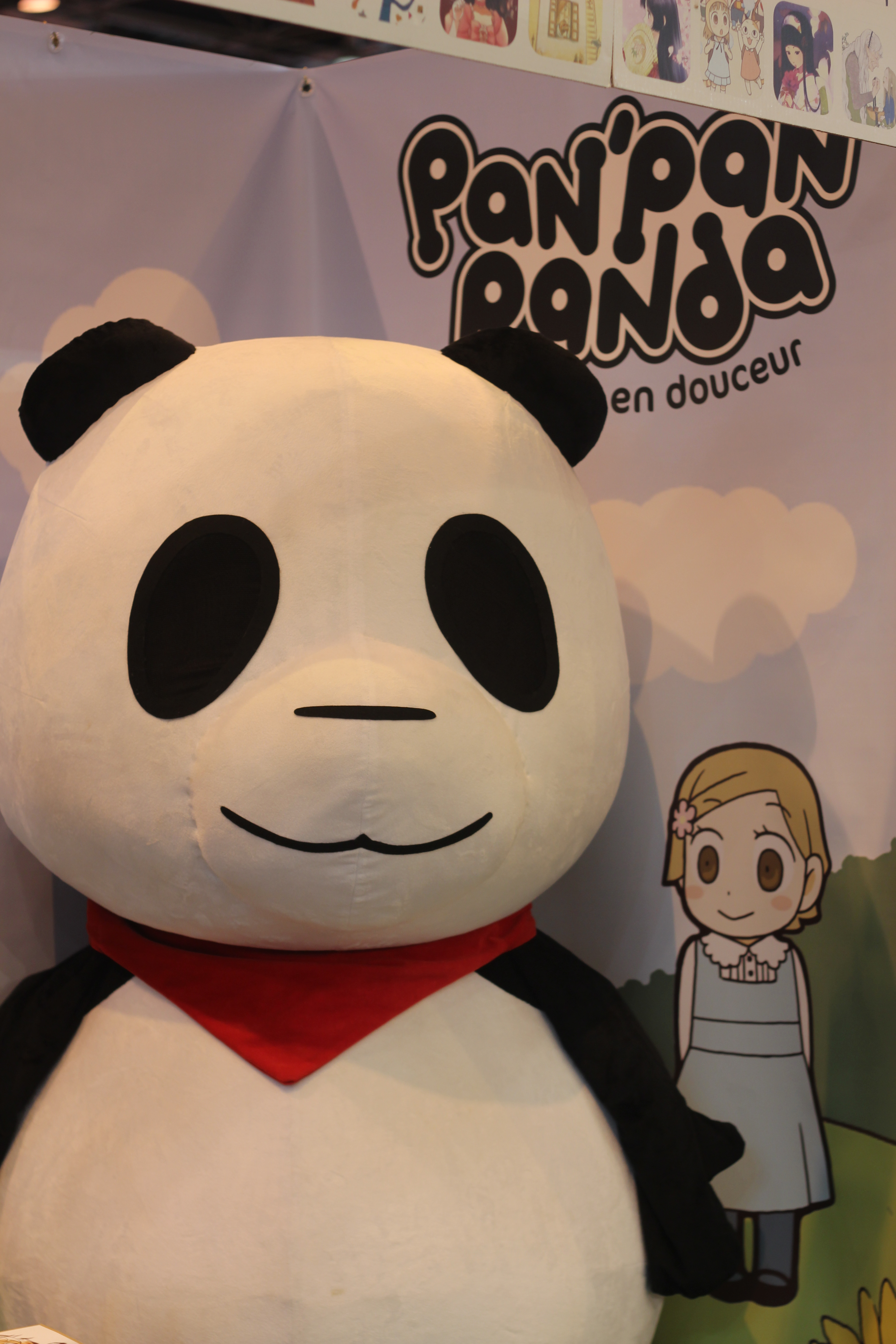
Présentation de Pan'Pan Panda au Salon du Livre de Paris en 2015.

#### Séries
- Pan'Pan Panda, une vie en douceur, de Sato Horokura (8 volumes, série complète)
- Mega Man ZX, de Shin Ogino (2 volumes, série complète)
- Miaou ! Le quotidien de Moustic, de Minori Kakio (4 volumes, série complète)
- Miaou ! Big-Boss le magnifique, de Minori Kakio (6 volumes, série complète)
- Chroniques de Tindharia - La belle au chant dormant, de Ayumi Fujimura, Haruka Shimotsuki et Nao Hiyama (3 volumes, série complète)
- Happy Clover, de Sayuri Tatsuyama (5 volumes, série complète)
- Carole & Tuesday, de Yamataka Morito (2 volumes, en cours)
- Chat malgré moi, de Wagata Konomi (6 volumes, en cours)
- Lusky mon ami pour la vie, de Wagata Konomi (5 volumes, série complète)
- Toi, Ma Belle Étoile, de Kojima Lalako (4 volumes, série complète)
- Blizzard Axel, de Suzuki Nakaba (6 volumes, série complète)
- Un coin de ciel bleu, de Takamichi (3 volumes, série complète)
- Lilli la fillette qui murmure à l'oreille des animaux, de Yatoyaniwa et Stewner Tanya (2 volumes, série complète)
- Little Witch Academia, de Satô Keisuke (3 volumes, série complète)
- Desert 9, de Kei Deguchi (4 volumes, série complète)
- Mon amie des ténèbres, de Taku Kawamura (14 volumes, en cours)
- Magu-chan: God of Destruction, de Kei Kamiki (9 volumes prévus, série en cours )

#### One-shots
- Nekojima, l'île des chats, Sato Horokura
- In Wonderland, Takahiro Yabuuchi
- Le Pays de la Nuit et autres instants imaginaires, Kenya Ohba

#### Les Classiques en Manga
- La Petite Princesse Sara, Azuki Nunobukuro, d'après Frances Hodgson Burnett
- Les Trois Mousquetaires, Russkey, d'après Alexandre Dumas
- Roméo et Juliette, Megumi Isakawa, d'après William Shakespeare
- Les Enquêtes de Sherlock Holmes, Haruka Komusubi, d'après Arthur Conan Doyle
- Les Aventures de Tom Sawyer, Aya Shirosaki, d'après Mark Twain
- Les Quatre Filles du docteur March, nev, d'après Louisa May Alcott
- Alice au pays des merveilles, Junko Tamura, d'après Lewis Carroll
- Heidi, Gyugo Yamada, d'après Johanna Spyri